# Старобельский ремонтно-механический завод
Старобельский ремонтно-механический завод - промышленное предприятие в городе Старобельск Старобельского района Луганской области.

## История
В ходе индустриализации 1930-х годов находившиеся в Старобельске мастерские по ремонту сельскохозяйственных орудий были реконструированы, расширены и в 1934 году - преобразованы в завод имени Блюхера. В дальнейшем, помимо ремонта сельхозинструмента, завод начал производство насосов и деталей для предприятий маслоэкстракционной и мукомольной промышленности.
В 1940 году завод выпустил продукции на сумму 2,8 млн. рублей. Перед началом Великой Отечественной войны, в 1941 году на заводе работали свыше 500 человек.
С 13 июля 1942 года до 23 января 1943 года город был оккупирован немецкими войсками, в это время город серьёзно пострадал - были разрушены и сожжены почти все промышленные предприятия, но сразу же после освобождения города началось его восстановление.
15 марта 1943 года первые цеха ремонтного завода возобновили работу.
После войны предприятие было перепрофилировано в авторемонтный завод, в 1949 году здесь ввели в строй деревообрабатывающий и кузнечный участки, а также начали строительство автомобильного и инструментального цехов. В это же время завод начал выпускать нефтяные двигатели.
В ноябре 1949 года была введена в строй новая городская электростанция, что обеспечило возможность увеличения объемов производства завода. В это же время в Старобельске было открыто регулярное автобусное сообщение с Луганском и другими районными центрами (в следующие годы, завод начал выполнять ремонт автобусов городских АТП). 
В годы семилетки (1959 - 1965 гг.) объем валовой продукции завода вырос в три раза, при этом ассортимент выпускаемых изделий был расширен. В 1961 году началась газификация города, и промышленные предприятия были переведены на природный газ.
По состоянию на начало 1968 года помимо ремонта автомобильных и тракторных моторов завод выпускал лебёдки, насосы для подачи воды и электротормозные стенды.
В целом, в советское время завод входил в число ведущих предприятий города, на его балансе находились одна из городских библиотек, жилые дома и другие объекты социальной инфраструктуры.
После провозглашения независимости Украины государственное предприятие было преобразовано в общество с ограниченной ответственностью.